# 紫微中台
紫微中台（しびちゅうだい）は、749年に設置された令外官。皇太后の家政機関という体裁をとっていたが、実態は光明皇太后の信任を得た藤原仲麻呂指揮下の政治・軍事機関だった。後に坤宮官（こんぐうかん）に改称。長官は紫微令（しびれい）、後に紫微内相（しびないしょう）。

## 概要

### 紫微中台
天平元年（729年）、藤原光明子が皇后に立てられると、その家政機関として皇后宮職が設置された。天平勝宝元年（749年）7月2日、光明皇后の夫聖武天皇の譲位により、二人の間の娘孝謙天皇が即位し、光明子は皇太后となった。聖武は病弱で政治に対する意欲に乏しく、男性の天皇では初めて譲位して上皇となった。孝謙は、後継者とすべき男子も兄弟もいない独身女性であり、その地位も皇位継承を巡る政治状況も安泰とはいえなかった。
不安定な状況下で朝廷の押さえとなり新帝を後見する立場にあった光明皇太后は、皇后宮職を紫微中台に改める。その名は唐の玄宗皇帝の時代に中書省を改称した紫微省と則天武后の執政時代に尚書省を改称した中台に由来するもので、単なる家政機関にとどまらない太政官とは別個の国政機関を意図した改称であり、皇太后の命令（令旨）を施行し兵権を発動する権能を持った。長官の紫微令には、皇太后の甥の大納言藤原仲麻呂が任じられ、中衛大将も兼務した。当時、皇太后の異父兄橘諸兄が左大臣、甥藤原豊成（仲麻呂の兄）が右大臣にあって太政官を統括していたが、皇太后の信任はむしろ学才に優れて中国の制度・文物に通じる仲麻呂に向けられた。
天平勝宝9歳5月20日（天平宝字元年・757年6月11日）、紫微令を準大臣待遇の紫微内相に改める（内臣に準じた役割を果たしたとされる）。紫微中台は、太政官の大臣が持つ内外諸兵事を管掌し、太政官・中務省を経ず直接詔勅を実施する権限を得た。当時太政官を巻き込んで展開された反仲麻呂・反孝謙天皇の動き（2ヵ月後に橘奈良麻呂の乱が発生する）に備えたものとされている。

### 坤宮官
天平宝字2年（758年）淳仁天皇が即位すると、その夫人の前夫の父であり、淳仁を後見してきた仲麻呂の立場もより強くなる。仲麻呂によって官職の唐風改称が行われ、紫微中台は坤宮官と改められる。「居中奉勅、頒下諸司」を行い、孝謙上皇・淳仁天皇の詔勅を紫微内相が奉じて乾政官（太政官を改称）に代わって直接下達・実行させる権限を有し、名実共に太政官（乾政官）と並ぶ機関となった。ただ、創設以来長官を務める仲麻呂が同時に大保（右大臣を改称）に転じて乾政官の首班となり、紫微内相が空位になると、実質的にはなお仲麻呂支配下にあったものの次第に重要性が低下し、天平宝字4年（760年）の光明皇太后の死に伴い廃止された。
ただし、皇太后の一周忌における写経事業には坤宮官も関与していることが正倉院文書などから確認できること、一周忌終了後の天平宝字5年（761年）12月23日付の甲斐国司解（『大日本古文書』4巻所収）に逃亡した坤宮官仕丁の代替について記された記述があることから、実際には天平宝字6年（762年）前後に廃止されたと考えられている。
重要性が低下していたとは言え、乾政官から独立した軍事力と詔勅下達権限を有した坤宮官の廃止は仲麻呂にとっては打撃が大きく、仲麻呂政権崩壊の遠因にもなった。仲麻呂を倒した称徳天皇（孝謙上皇重祚）は、紫微中台に倣った独自の軍事組織として常設的な令外官である内豎省を設置している。

## 職員
- 紫微令（正三位相当）→紫微内相（757年から）
- 大弼（2人、正四位下相当）
- 少弼（3人、従四位下相当）
- 大忠（4人、正五位下相当）
- 少忠（4人、従五位下相当）
- 大疏（4人、従六位上相当）
- 少疏（4人、正七位上相当）
- 使部
- 直丁